# Nepal na Zimowych Igrzyskach Olimpijskich 2006
Nepal na Zimowe Igrzyskach Olimpijskich 2006, które odbyły się w Turynie, reprezentował 1 zawodnik. Był to drugi start reprezentacji Nepalu na zimowych igrzyskach olimpijskich.

## Skład reprezentacji

### Biegi narciarskie
Mężczyźni
- Daćhiri Śerpa

| Zawodnik      | Konkurencja   | Finał   | Finał   |
| Zawodnik      | Konkurencja   | Czas    | Miejsce |
| ------------- | ------------- | ------- | ------- |
| Daćhiri Śerpa | Bieg na 15 km | 56:47,1 | 94.     |